# Togo aux Jeux olympiques d'été de 2024
Le Togo participe aux Jeux olympiques de 2024 à Paris en France. Il s'agit de sa 12e participation à des Jeux d'été.
Le triathlète Eloi Adjavon et l'athlète Naomi Akakpo sont nommés porte-drapeaux de la délégation togolaise.

## Athlètes engagés
| Sport      | Hommes | Femmes | Total |
| ---------- | ------ | ------ | ----- |
| Athlétisme | 0      | 1      | 1     |
| Aviron     | 0      | 1      | 1     |
| Natation   | 1      | 1      | 2     |
| Triathlon  | 1      | 0      | 1     |
| Total      | 2      | 3      | 5     |

## Résultats

### Athlétisme
| Athlète      | Épreuve       | Tour préliminaire | Tour préliminaire | 1er tour | 1er tour | Demi-finale | Demi-finale | Finale   | Finale   |
| Athlète      | Épreuve       | Temps             | Rang              | Temps    | Rang     | Temps       | Rang        | Temps    | Rang     |
| ------------ | ------------- | ----------------- | ----------------- | -------- | -------- | ----------- | ----------- | -------- | -------- |
| Naomi Akakpo | 100 m féminin | 12 s 34           | 5e                | Éliminée | Éliminée | Éliminée    | Éliminée    | Éliminée | Éliminée |

### Aviron

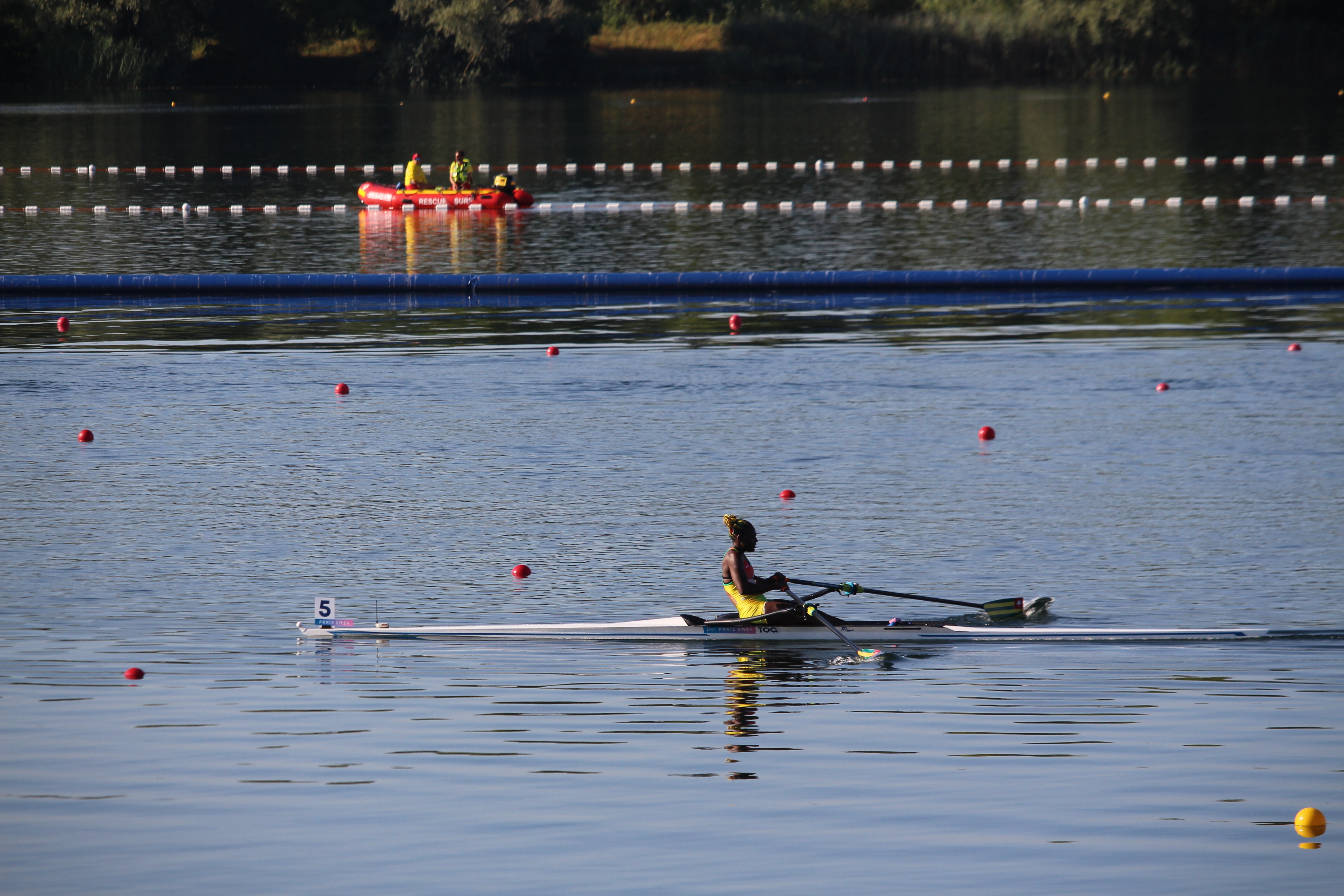
Akoko Komlanvi lors de sa série de repêchage

| Athlète        | Compétition   | Séries        | Séries | Repêchages    | Repêchages | Demi-finales  | Demi-finales | Finale                 | Finale |
| Athlète        | Compétition   | Temps         | Rang   | Temps         | Rang       | Temps         | Rang         | Temps                  | Rang   |
| -------------- | ------------- | ------------- | ------ | ------------- | ---------- | ------------- | ------------ | ---------------------- | ------ |
| Akoko Komlanvi | Skiff féminin | 8 min 44 s 88 | 5e     | 8 min 43 s 11 | 5e         | 9 min 16 s 28 | 4e           | Finale F 8 min 46 s 73 | 32e    |

### Natation
| Athlète             | Épreuve         | Séries  | Séries | Demi-finales | Demi-finales | Finale  | Finale  |
| Athlète             | Épreuve         | Temps   | Rang   | Temps        | Rang         | Temps   | Rang    |
| ------------------- | --------------- | ------- | ------ | ------------ | ------------ | ------- | ------- |
| Magnim Jordano Daou | 50 m nage libre | 26 s 56 | 58e    | Éliminé      | Éliminé      | Éliminé | Éliminé |

| Athlète      | Épreuve         | Séries  | Séries | Demi-finales | Demi-finales | Finale   | Finale   |
| Athlète      | Épreuve         | Temps   | Rang   | Temps        | Rang         | Temps    | Rang     |
| ------------ | --------------- | ------- | ------ | ------------ | ------------ | -------- | -------- |
| Adèle Gaïtou | 50 m nage libre | 32 s 50 | 72e    | Éliminée     | Éliminée     | Éliminée | Éliminée |

### Triathlon
| Athlètes     | Compétition | Natation (1,5 km) | Transition 1 | Vélo (40 km) | Transition 2 | Course (10 km) | Temps | Résultat |
| ------------ | ----------- | ----------------- | ------------ | ------------ | ------------ | -------------- | ----- | -------- |
| Eloi Adjavon | Hommes      | 25 min 43 s       | DNF          | DNF          | DNF          | DNF            | DNF   | DNF      |